# Ugo Cavallero

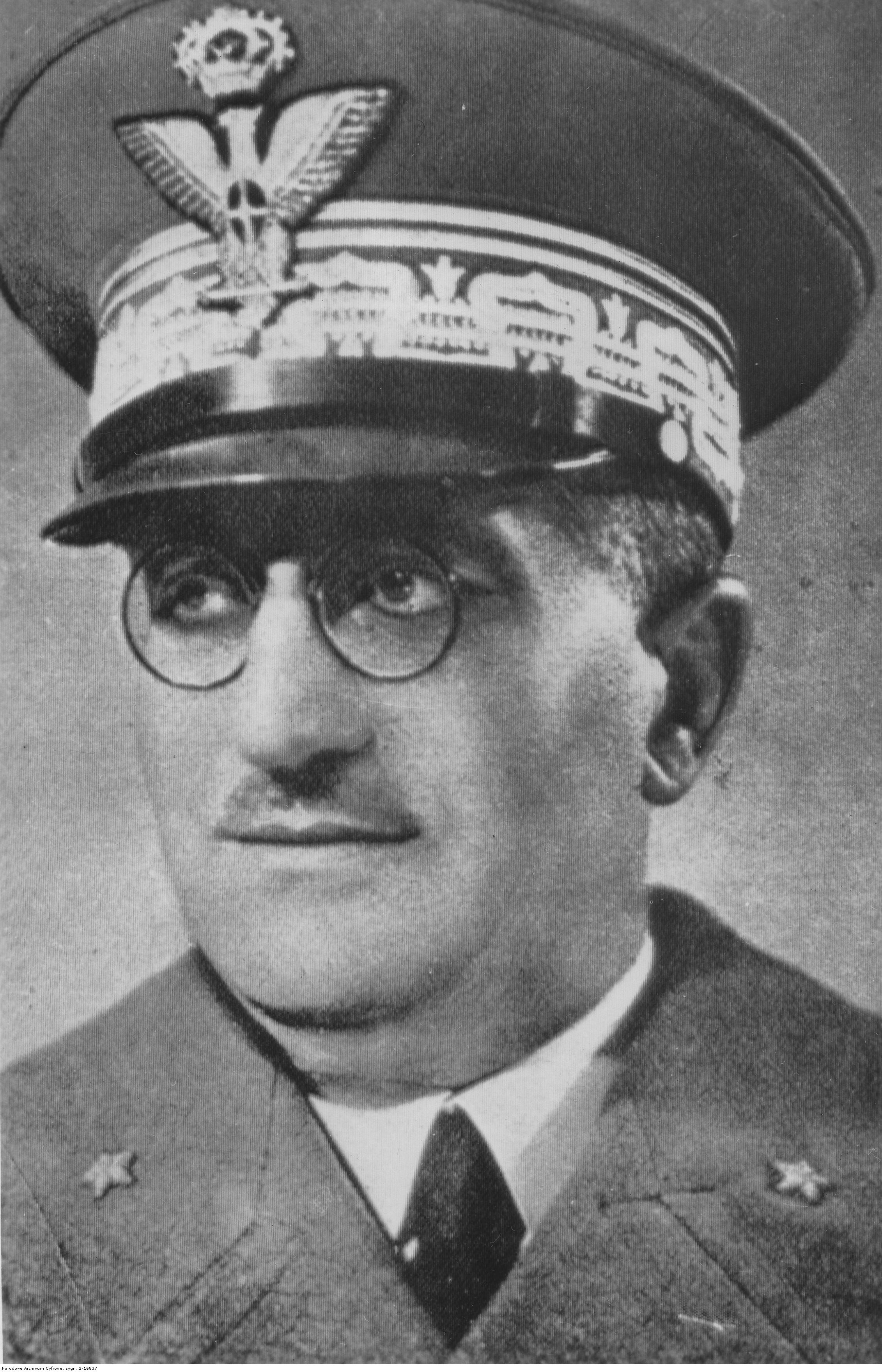
Ugo Cavallero em 1941.

Ugo Cavallero (Casale Monferrato, 20 de setembro de 1880 – Frascati, 13 de setembro de 1943) foi um comandante italiano na Segunda Guerra Mundial.
Em 1943, Cavallero foi preso por forças aliadas. Descontente, a Alemanha Nazista organizou uma força tarefa para resgatar o comandante. Quando chegaram em Roma, as forças nazistas acharam em seu escritório cartas escritas por ele. Nelas, Ugo se mostrava arrependido por ter participado de missões fascistas. Os alemães o abandonaram e o consideraram traidor.
Cavallero cometeu suícidio em 13 de setembro de 1943.